# Paul de Musset
Pour les articles homonymes, voir Musset.
Paul-Edme de Musset, né le 7 novembre 1804  à Paris et mort le 14 mai 1880 dans la même ville, est un homme de lettres français, frère ainé d'Alfred de Musset.

## Biographie
Fils de Victor Donatien de Musset-Pathay, haut fonctionnaire converti à la littérature après sa destitution comme libéral, en 1818, et particulièrement à la publication des Œuvres de Jean-Jacques Rousseau, dont il a donné la première édition complète fiable, ainsi qu'une Histoire de la vie et des ouvrages de J.-J. Rousseau, qui fait référence, Paul de Musset a fait ses études au lycée Charlemagne et n’a embrassé la carrière littéraire qu’après les premiers succès de son frère cadet Alfred, à qui il vouait un véritable culte.
Plus connu pour son lien avec son frère cadet que pour sa propre œuvre, il a néanmoins conquis une réputation légitime pour ses restitutions historiques et ses récits de voyages en Italie, qui a inspiré une partie de ses œuvres, ses essais fantaisistes et de jolis romans d'un style élégant et sobre. On cite parmi les meilleurs : la Tête et le Cœur ; Anne de Boleyn, Mme de La Guette ; les Femmes de la Régence.
Écrivain élégant, sobre et châtié, il s’est consacré tout d’abord à des restitutions historiques présentées sous forme de roman. C’est ainsi qu’il a débuté dans les lettres, en 1832, par deux recueils de nouvelles : la Table de nuit et les Équipées parisiennes ; Samuel en 1833 et la Tête et le Cœur en 1834. Après être resté ensuite plusieurs années sans produire, il a publié, presque coup sur coup Samuel, Lauzun, Anne de Boleyn, le Bracelet en 1840, Mignard et Rigaud en 1839, Guise et Riom en 1840.
En même temps, il écrivait, dans la Revue des Deux Mondes, une série de nouvelles historiques sur le XVIIIe siècle, qu’il a réunies et publiées, en 1841 sous le nom de les Femmes de la Régence. Plusieurs nouvelles imprimés dans cette revue n’ont pas été recueillies en volume, comme le Dernier Abbé, Puylaurens, Scènes de la vie sicilienne, etc.
Employé dans les bureaux du ministère de la Guerre, où son père, un lettré lui-même, était sous-directeur, il vivait avec Alfred dans la plus étroite amitié. On lui doit une biographie du poète, remplie d’intérêt et d’un style simple et attachant. Aussi a-t-il éprouvé une grande douleur lorsqu’a paru, en 1858, dans la Revue des Deux Mondes, sous le titre de Elle et Lui, une violente attaque dirigée par George Sand contre son frère bien aimé, deux ans après sa mort. Alfred a rencontré Sand en 1833, et entretenait avec elle une aventure passionnée jusqu’à leur rupture définitive en mars 1835. Ulcéré, Paul de Musset, qui détestait particulièrement George Sand, a riposté en publiant, en 1859, dans le Nouveau Magasin, une nouvelle revue en concurrence avec la Revue des Deux Mondes, Lui et Elle, parodie du récit autobiographique de Sand évoquant sa relation avec son frère Alfred, paru six mois plus tôt.
En 1848, il a pris la rédaction du feuilleton dramatique du National, journal où il avait donné, deux années avant, une traduction des excentriques Mémoires inutiles de Carlo Gozzi, avec : la Course en voitures, les Originaux du dix-septième siècle, les Nuits italiennes et Jean le Trouveur, qui ont  paru de 1845 à 1849.
Il a abordé le théâtre en 1856, à l’Odéon, par la Revanche de Lauzun, suivie de Christine, roi de Suède, en 1857. La première de ces deux comédies a eu 60 représentations et elle a été reprise ; la seconde n'a obtenu qu'un succès d’estime. On lui doit également le livret d’un opéra-comique en 3 actes et 4 tableaux de Jacques Offenbach, Fantasio, d’après la comédie Fantasio de son frère Alfred, créé le 18 janvier 1872 à l’Opéra-Comique. Considéré de nos jours comme un chef-d'œuvre, cet opéra ne sera représenté que 14 fois avant de sombrer dans l’oubli.
Il est l’auteur d’une biographie de la duchesse de Berry, fille du régent. Il publie d'abord ce récit historique dans la Revue de Paris (1840), puis dans Guise et Riom, et les Femmes de la Régence, pour l'adapter enfin au théâtre dans la Revanche de Lauzun (1856).
En 1861, il a épousé Aimée d’Alton (1811-1881), qui avait eu, vers 1837-1838, une liaison avec Alfred de Musset, et l’avait même demandé en mariage, dans son jeune temps. Il a été longtemps président de la Société des gens de lettres.
Mort d’une angine de poitrine, il a été inhumé au cimetière du Père-Lachaise.

### Romans

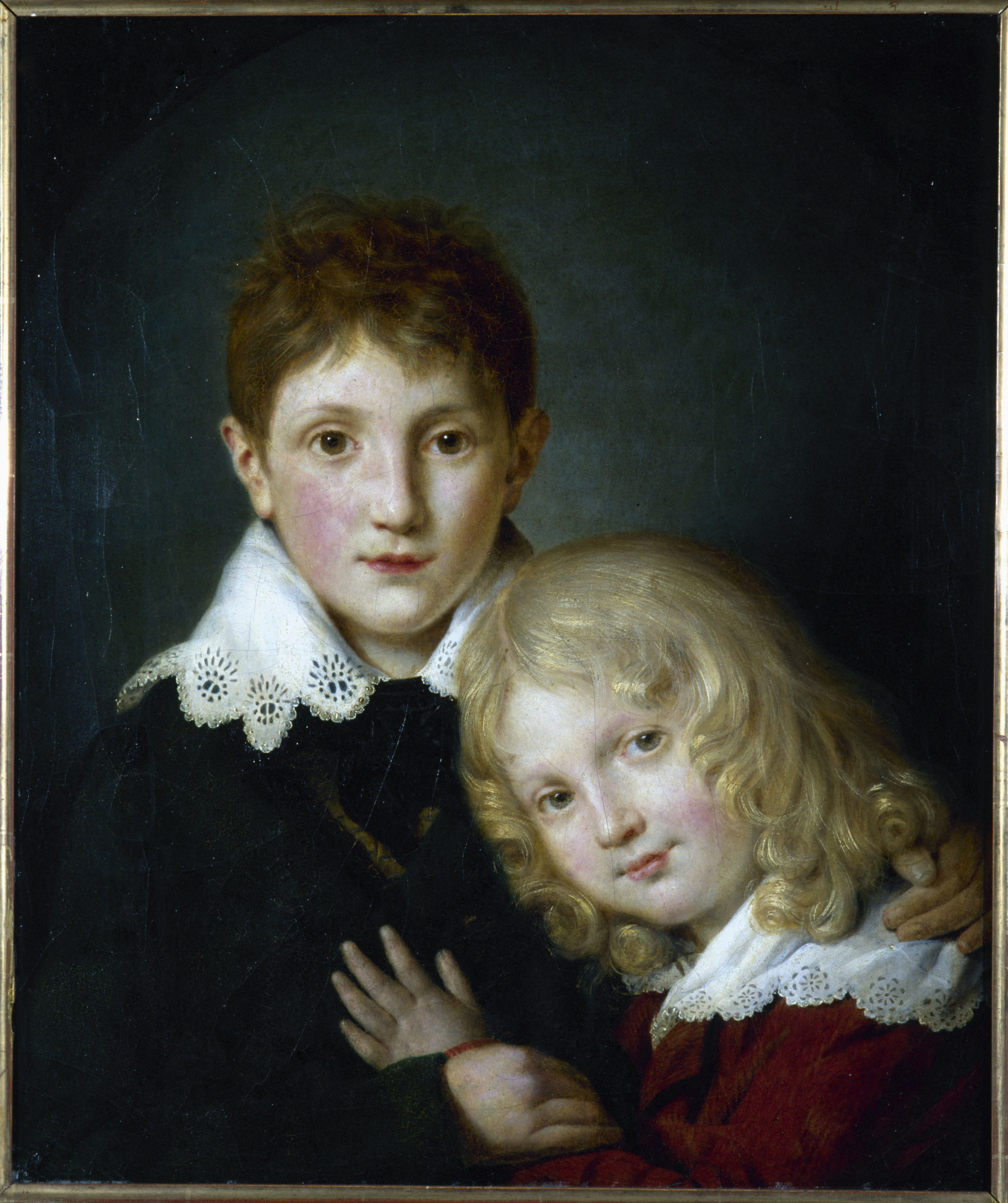
Portrait de Paul et Alfred de Musset en 1815 par Fortuné Dufau (Musée Carnavalet). Paul (11 ans) tient Alfred (5 ans) dans ses bras.

## Réception critique
« On ne peut refuser à M. Paul de Musset des qualités sérieuses, dit un critique très-fin, une science vraie et de fort honorables scrupules littéraires. Son livre des Femmes de la Régence est mieux qu'une agréable galerie ; c'est un excellent livre d'histoire attrayante. On ne fait pas assez de ces livres-là. »

— Charles Monselet, la Lorgnette littéraire.